# Igrzyska pytyjskie

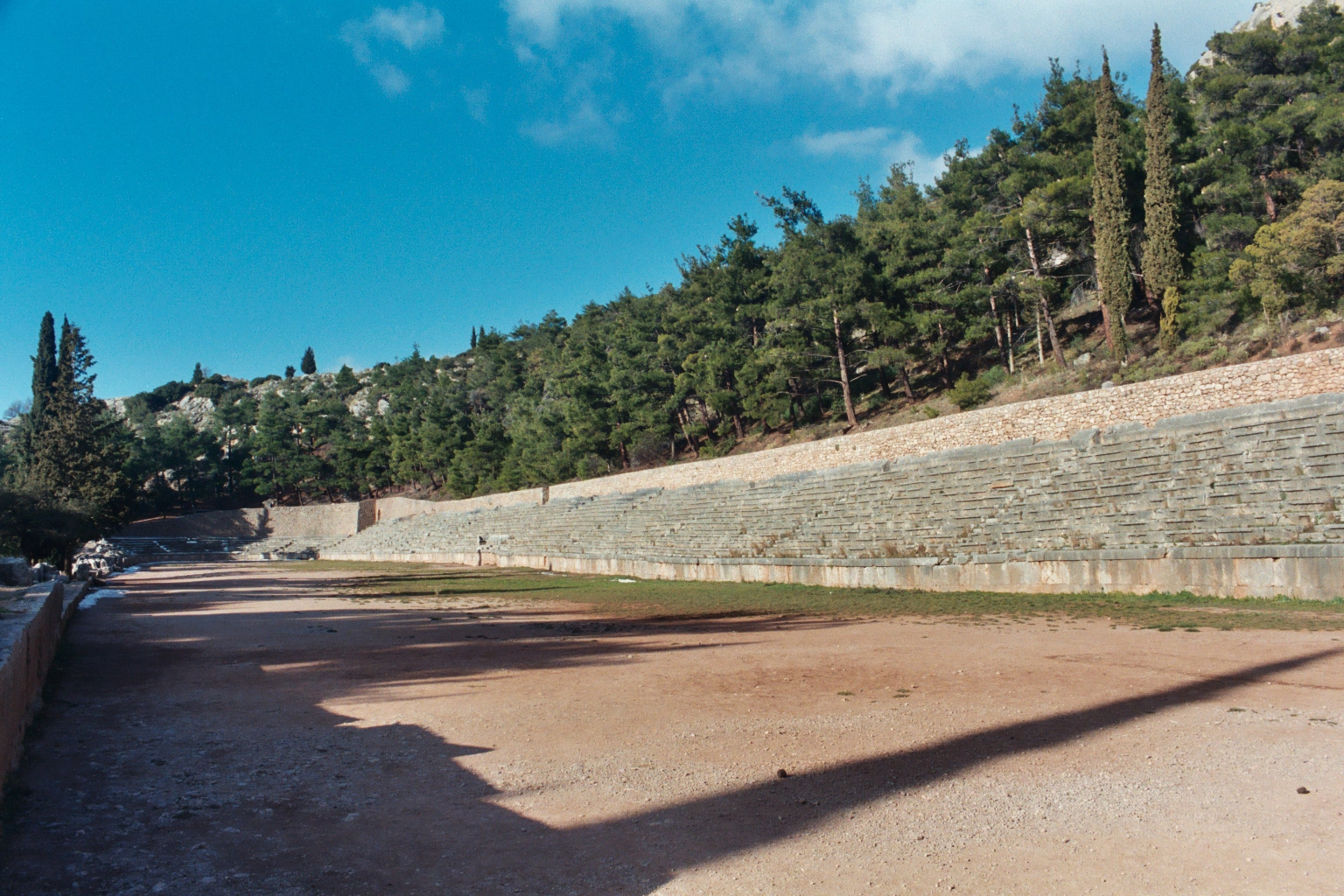
Stadion w sanktuarium w Delfach – miejsce rozgrywania igrzysk pytyjskich

Igrzyska pytyjskie – igrzyska panhelleńskie organizowane w Delfach ku czci boga Apollo, drugie co do ważności po igrzyskach olimpijskich wydarzenie o charakterze religijno-sportowym w starożytnej Grecji.
Nazwa igrzysk wywodzi się od świętego węża Delf, Pytona. Według mitu miał ustanowić je sam Apollo dla upamiętnienia swojego zwycięstwa nad Pytonem.

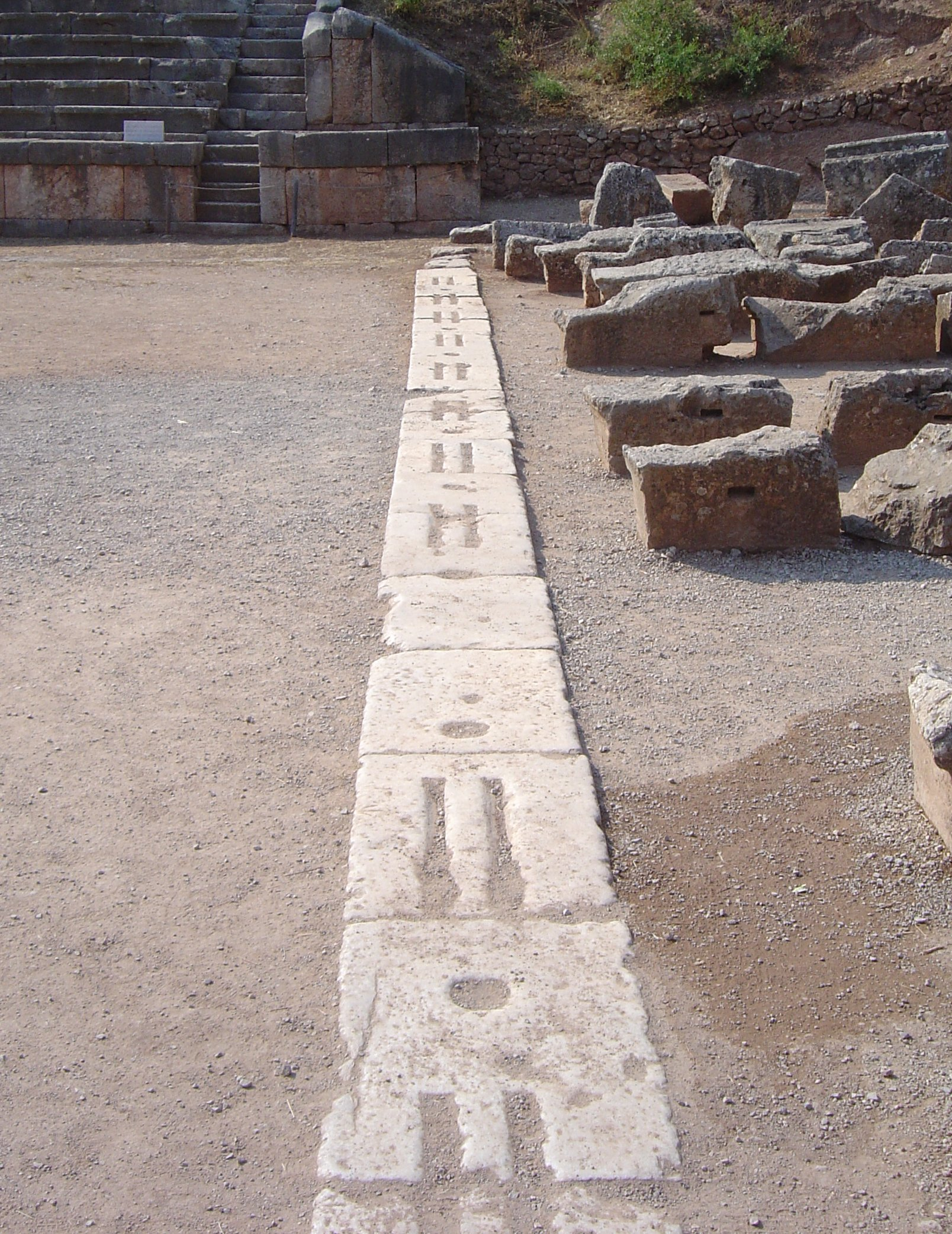
Linia startowa na stadionie w Delfach

Odbywały się od 582 p.n.e. co cztery lata, w połowie cyklu olimpijskiego – dwa lata po ostatnich igrzyskach, dwa lata przed kolejnymi, czyli w trzecim roku olimpiady, w miesiącu Boukatios (sierpień-wrzesień). Wcześniej jednak organizowano je co osiem lat (do tej tradycji powrócono w czasach rzymskich). Obejmowały one wówczas obrzędy ku czci Apollina, podczas których miały miejsce agony muzyczne, polegające na wyrecytowaniu hymnu na cześć boga przy akompaniamencie kitary.
W 582 p.n.e., po przełamaniu przez koalicję państw greckich lokalnej potęgi Fokidy w pierwszej świętej wojnie, igrzyska pytyjskie zostały zreorganizowane, a prowadzenie ich powierzono miastom amfiktionii delfickiej. Nigdy jednak nie utraciły swego pierwotnego charakteru – oddawania czci Apollinowi jako bogu muzyki. Od innych zawodów panhelleńskich odróżniały je konkursy muzyczne i dramatyczne, które miały większe znaczenie niż  zawody sportowe. Obok recytacji hymnu do Apollina konkursy obejmowały grę na aulosie, śpiewu z akompaniamentem, grę na kitarze, konkurs poetycki i dramatyczny, oraz – jeżeli wierzyć Pliniuszowi – konkurs malarski.
Igrzyska otwierało składanie ofiar oraz procesja, w której przedstawiciele miast-państw podążali świętą drogą do świątyni Apollina. Igrzyska rozpoczynały konkursy muzyczne, następnie odbywały się zawody gimniczne obejmujące biegi oraz pankration, natomiast zakończenie stanowiły wyścigi wozów. Biegi odbywały się w pobliżu Delf na stoku Parnasu, wyścigi koni i rydwanów miały miejsce na Równinie Krisajskiej. Zwycięzca otrzymywał wieniec wawrzynowy z liści laurowych (drzewa poświęconego Apollinowi) z doliny Tempe w Tesalii.